# 阿部智有
阿部 智有（あべ ともあり、1984年7月9日 - ）は、日本の俳優、モデル。

## 人物
日本の俳優、モデル
NHKドラマ『双子探偵』で三倉茉奈・佳奈や塚本高史と共演、2008年には『鯨とメダカ』にて田中邦衛の秘書役として共演

## 出演

### 雑誌
- With
- nonn-no
- 美人百花
- ゼクシィ
- CLASSY
- MISS
- ブランドバーゲンメンズ
- メトロミニッツ

...etc.

### Still
- HONDA
- NTT DOCOMO
- マクドナルド
- ユニクロ
- AEON
- 丸井
- AOKI
- BMW
- ムーレー
- カシオ

...etc.

### CM
- Platinum Guild International /中国
- BMW
- subaru
- 東急不動産ブランズ
- 富士紡
- アクオス

### Show
- JEAN-LOUIS
- Dormeuil
- Reebok
- GUNZE
- Mister Donut

### テレビドラマ
- 双子探偵（1999年、NHK教育）
- 鯨とメダカ（2008年、フジテレビ）